# فتوای کوکا کولا
فتوای کوکا کولا به فتوایی در تاریخ ۱۱ سپتامبر ۱۹۵۱ اشاره دارد، که طی آن روزنامهٔ مصری الأهرام فتوایی از مفتی حسنین المخلوق منتشر کرد که در آن حکم شد که کوکا کولا و پپسی تحت احکام اسلام مجاز هستند. دلیل این موضوع به شایعات و توطئه‌هایی مربوط می‌شد که در میان عموم رواج یافته بود، مانند شایعه‌ای که می‌گفت در صورت انعکاس کوکا کولا در آینه، عبارت «نه محمد نه مکه» (به عربی: لا محمد لا مكة) به زبان عربی ظاهر می‌شود.

## صدور فتوا
برای دریافت پاسخ دقیق دربارهٔ اینکه آیا پپسی و کوکا کولا توسط قانون اسلامی ممنوع هستند یا خیر، ادارهٔ فتوای مصر از وزارت بهداشت عمومی خواست تا ترکیب این دو نوشیدنی را بررسی کند. در تاریخ ۲۵ اوت ۱۹۵۱، وزارت بهداشت عمومی اعلام کرد که نه پپسی‌کولا و نه کوکا کولا حاوی مخدر، الکل، یا پپسین نیستند. استفاده از مواد مخدر و مصرف الکل هر دو تحت قانون اسلامی حرام است. پپسین از غشاء معدهٔ خوک‌ها تولید می‌شود و هر محصولی که از خوک به دست آید تحت احکام اسلام مجاز نیست. وزارت بهداشت عمومی توضیح داد که این نوشیدنی‌ها همچنین فاقد میکروب‌های مضر هستند. بر اساس اطلاعات ارائه‌شده توسط وزارت بهداشت عمومی، ادارهٔ فتوا نوشیدنی‌ها را تحت قانون اسلامی مجاز اعلام کرد.
مفتی حسنین المخلوق همچنین در این فتوا توضیح داد که تمام غذاها و نوشیدنی‌ها تحت قانون اسلامی فرض بر مجاز بودن دارند مگر اینکه خلاف آن ثابت شود و اگر شخصی از وضعیت یا مواد تشکیل‌دهندهٔ یک غذا یا نوشیدنی اطلاعی نداشته باشد، مصرف آن مجاز است تا زمانی که ماهیت آن مشخص شود.